# Letka (Rosja)
Letka (ros. Летка) – wieś (sieło) w Rosji, w Republice Komi, w rejonie priłuzskim. W 2010 liczyła 2679 mieszkańców.